# Scheffer
Scheffer ist ein deutscher Familienname.

## Namensträger
- Ary Scheffer (1795–1858), französischer Radierer und Bildhauer
- Bernd Scheffer (* 1947), deutscher Literatur- und Medienwissenschaftler
- Bernhard Scheffer (1834–1887), deutscher Politiker, MdL Hessen-Nassau
- Cornélia Scheffer (1830–1899), französische Bildhauerin
- Emil Robert Scheffer (1821–1902), deutscher Apotheker und Chemiker
- Ewald Theodor von Scheffer (1812–1898), deutscher Generalmajor
- Fernando Scheffer (* 1998), brasilianischer Schwimmer
- Frank Scheffer (* 1956), niederländischer Dokumentarfilmer
- Friedrich Scheffer (Politiker, 1776) (1776–1834), deutscher Gastwirt und Politiker, MdL Hessen-Kassel
- Friedrich Scheffer (Politiker, 1794) (1794–1872), deutscher Jurist und Mitglied der kurhessischen Ständeversammlung
- Friedrich Scheffer (Politiker, 1800) (1800–1879), deutscher Politiker, MdL Kurfürstentum Hessen
- Fritz Scheffer (Johann Friedrich Wilhelm Scheffer; 1899–1979), deutscher Bodenkundler
- Gerrit Scheffer (* 1949), niederländischer Radrennfahrer
- Hans-Heinrich Scheffer (1903–1981), deutscher Politiker (DRP), MdL Niedersachsen
- Hanss Scheffer (Hans Schäfer; um 1499–vor 1586), deutscher Einungsmeister
- Heinrich Scheffer (1808–1846), deutscher Schriftsteller und Politiker, Bürgermeister von Kirchhain
- Heinz Scheffer (1896–1977), deutscher Konteradmiral
- Henry Scheffer (1798–1862), französischer Maler
- Ingrid Scheffer (* 1958), australische Pädiaterin und Neurologin
- Jaap de Hoop Scheffer (* 1948), niederländischer Politiker
- Jean-Baptiste Scheffer (1765–1809), französischer Maler
- Johann Scheffer von Leonhardshoff (1795–1822), österreichischer Maler
- Johann Theodor von Scheffer (1687–1745), deutscher Jurist und Politiker
- Johannes Scheffer (1621–1679), deutsch-schwedischer Humanist
- Johannes Scheffer, genannt der Witwen Sohn von Weitbruch (um 1370–??), deutscher Adliger, siehe Geben-Schueser
- Karl-Heinz Scheffer, deutscher Kanute
- Konrad Scheffer (* 1941), deutscher Agrarwissenschaftler
- Lionel Scheffer (1903–1966), kanadischer Ordensgeistlicher, Apostolischer Vikar von Labrador
- Louis Scheffer (1799–1865), Gutsbesitzer und Mitglied der kurhessischen Ständeversammlung
- Ludwig Christoph Scheffer (1669–1731), deutscher Pietist
- Marten Scheffer (* 1958), niederländischer Ökologe
- Mechthild Scheffer (* 1938), deutsche Autorin, Pädagogin und ganzheitliche Therapeutin
- Otto Scheffer (1811–1882), deutscher Landwirt und Abgeordneter
- Paul Scheffer (Maler) (1877–1916), deutscher Maler
- Paul Scheffer (Journalist) (1883–1963), deutscher Journalist
- Paul Scheffer (Soziologe) (* 1954), niederländischer Soziologe, Journalist und Hochschullehrer
- Paul Scheffer-Boichorst (1843–1902), deutscher Historiker
- Per Scheffer (1718–1790), schwedischer Feldmarschall
- Pi Scheffer (1909–1988), niederländischer Komponist
- Reinhard Scheffer der Ältere (1529–1587), deutscher Jurist und Kanzler der Landgrafschaft Hessen
- Reinhard Scheffer der Jüngere (1561–1623), deutscher Jurist und Kanzler der Landgrafschaft Hessen-Kassel
- Reinhard Scheffer der Jüngste (1590–1656), deutscher Jurist, Diplomat und Regierungspräsident
- Reinhard von Scheffer-Boyadel (1851–1925), deutscher General der Infanterie
- Robert Scheffer (Komponist) (1701–1730), österreichischer Ordensgeistlicher und Kirchenkomponist
- Robert Scheffer (Maler) (1859–1934), österreichischer Maler
- Robert Scheffer (Schriftsteller) (1863/1864–1913/1926), französischer Schriftsteller und Dichter
- Rudolph Herman Christiaan Carel Scheffer (1844–1880), niederländischer Botaniker
- Sebastian Scheffer (Jurist) (1546–1574), deutscher Jurist und Dichter
- Sebastian Scheffer (Mediziner) (1631–1686), deutscher Arzt
- Thassilo von Scheffer (1873–1951), deutscher Dichter und Übersetzer
- Theodor Scheffer (1872–1945), deutscher Pädagoge
- Theodor Scheffer-Boichorst (1819–1898), deutscher Politiker
- Thomas Scheffer (* 1967), deutscher Soziologe
- Ulrike Scheffer (* 1966), deutsche Journalistin und Autorin
- Valentin Scheffer (1803–1871), Bürgermeister und Mitglied der kurhessischen Ständeversammlung
- Victor Blanchard Scheffer (1906–2011), US-amerikanischer Meeresbiologe
- Vitus Scheffer (1648–1717), österreichischer Theologe und Philosoph
- Vladimir Scheffer (1950–2023), US-amerikanischer Mathematiker
- Wilhelm Scheffer († 1594), deutscher Mediziner und Hochschullehrer, siehe Wilhelm Upilio
- Wilhelm Scheffer (1571–1655), deutscher Baumeister und Kupferstecher, siehe Wilhelm Dilich
- Wilhelm Scheffer (Theologe) (1803–1883), deutscher Theologe, Geistlicher und Hochschullehrer
- Wilhelm Scheffer (Politiker) (1844–1898), deutscher Verwaltungsjurist, Richter und Politiker